# 白黑深海鰩
白黑深海鰩（學名：Bathyraja leucomelanos），為軟骨魚綱鰩目單鰭鰩科深海鰩屬的一種，分布於西南太平洋珊瑚海海域，深度953至1022公尺，本魚吻部長、尖且非常寬，由細長而柔韌的內側軟骨支撐，圓盤和尾部的背面完全被小而細的皮齒覆蓋；腹面裸露，尾部中央有18根大刺，橫向扁平，背鰭小，背部表面大部分均勻為白色，除沿著圓盤和尾緣、腹鰭前葉、鰭爪和背鰭的顏色為黑色外。另腹面黑色，上顎牙30列，下顎牙28列，體長可達88.8公分，棲息在大陸坡沙泥底質海域，為深海底棲性魚類，卵生，雌魚會產下帶有角的卵囊，屬肉食性，以底棲性無脊椎動物為食，生活習性不明。